# Epipleoneura humeralis
Epipleoneura humeralis – gatunek ważki z rodziny łątkowatych (Coenagrionidae). Występuje w północnej części Ameryki Południowej; stwierdzono go w Brazylii (w stanach Amazonas i Pará) i wschodnim Ekwadorze.